# Sint-Hendrikskerk (Woluwe)
De Sint-Hendrikskerk (Frans: Église Saint-Henri) is een rooms-katholiek kerkgebouw in de Belgische gemeente Sint-Lambrechts-Woluwe in het Brussels Hoofdstedelijk Gewest. De kerk ligt in de Linthoutwijk. Het is een getrouwe reconstructie van een verdwenen Gentse predikherenkerk uit de 13e eeuw.
De kerk is gewijd aan Hendrik II, hertog van Beieren en keizer van het Heilig Roomse Rijk. Ze is sinds 2004 beschermd als monument.

## Ontstaan
In het begin van de 20e eeuw kende de Linthoutwijk een snelle ontwikkeling. In 1901 werd er een nieuwe parochie opgericht en in 1908 begon men te bouwen aan een nieuwe kerk. Dit meesterwerk van architect Julien Walckiers (1870-1929) zou in 1911 gereed zijn. Neo-gotiek was toen sterk in de mode. Hij ontwierp een replica van de vroeggotische kloosterkerk van de Gentse dominicanen, die in 1860 was afgebroken voor de verbreding van de Jacobijnenstraat. Dit bijzondere gebouw uit de tweede helft van de 13e eeuw had enkel equivalenten in Zuid-Europa: de franciscanerkerken van Toulouse, Palma de Mallorca en Napels, en de dominicanerkerken van Gerona en Barcelona. Haar perfect rechthoekige grondplan, in tien traveeën, werd overspannen door een houten spitstongewelf van 29 meter hoog en 16 meter breed. Geen enkele pilaar verstoorde het zicht. De steunberen bevonden zich aan de binnenzijde en werden gebruikt om zijkapelletjes te vormen. Deze elegante oplossing bestond al in Zuid-Europa, maar de Gentse kerk voegde daar haar monumentale gewelf en haar glasramen over bijna de hele hoogte aan toe. 

## Patrimonium
- Calvariegroep (laat-15e-eeuws);
- Een Heilige Familie en een Verrijzenis geschilderd door Pieter van Avont (eerste helft 17e eeuw);
- Muurschilderingen (1925) en een Kruisweg (1926-27) van Jean-Roch Collon (1894-1951): 14 staties op oliedoeken die eruitzien als fresco's.

## Voetnoten
1. ↑  Lange geschiedenis van Het Pand, UGent Memorie
2. ↑  Th. Coomans, "L'architecture des ordre mendiants en Belgique et aux Pays-Bas", in: Belgisch tijdschrift voor oudheidkunde en kunstgeschiedenis, Académie royale d'archéologie de Belgique, 2001, blz. 22-23